# 八王子市立別所小学校
八王子市立 別所小学校（はちおうじしりつ べっしょしょうがっこう）は、東京都八王子市別所にある公立小学校である。

## 概要
1992年（平成4年）4月1日にできた、多摩ニュータウンの第12地区の学校として八王子市別所に開校した。別所中学校と同じく、2001年（平成13年度）を境に人数が減少。しかし、2010年（平成22年度）を境に一時的に増加し、2015年（平成27年度）を境に減少。2018年（平成30年度）、創立から10年以降最も少ない人数を更新。
なお、平成27年度に入学した生徒が90人以上だったため、第五学年3クラスとなっている。
| 性別   | 第一学年 | 第二学年 | 第三学年 | 第四学年 | 第五学年 | 第六学年 | 特別支援級生徒 | 合計人数 |
| ------ | -------- | -------- | -------- | -------- | -------- | -------- | -------------- | -------- |
| 男子   | 28       | 33       | 31       | 29       | 49       | 24       | 12             | 206      |
| 女子   | 17       | 34       | 33       | 34       | 41       | 34       | 2              | 195      |
| 計     | 45       | 67       | 64       | 63       | 90       | 58       | 14             | 401      |
| 学級数 | 2        | 2        | 2        | 2        | 3        | 2        | 2              | 15       |

## 学校行事
毎年5月に体育会がある。
5年生は、7月に八王子市姫木平自然の家へ。6年生は9月に日光へ行く。

## 著名な出身者
- 田村朋輝（プロ野球選手）